# Vävnota
Vävnotan är uppbyggd med ett givet rutsystem där solvning, uppknytning av trampor och skaft samt i förekommande fall trampordningen framgår.
Solvningen anges i det horisontella rutmönstret, uppknytning av trampor och skaft är som regel placerat till höger om solvordningen, där den övre raden i rutsystemet motsvarar det skaft som sitter längst bak i vävstolen (nummer 1) och den högraste kolumnen av rutor motsvarar den högra trampan (nummer 1). Trampordningen behöver särskilt anges för de vävtekniker som inte trampas 1, 2, 3, 4 och så vidare och detta rutsystem läggs som regel direkt ovanför uppknytningsrutan.